# Гулевичи (род)
Гулевич (пол. Hulewicz, укр. Гулевич, бел. Гулевіч) — дворянский род, герба Новина.
Михно и Фёдор Гулевичи владели в 1528 году поместьями на Волыни. Григорий Гулевич был (1569—1574) хорунжим земли Волынской; Сильвестр Гулевич — православным епископом Перемышльским и Самборским (1635—1645). Род Гулевичей внесён в VI часть дворянских родословных книг Волынской и Ковенской губерний и во II часть родословной книги Черниговской губернии.
Феодосий  — епископ Луцкий и Острожский с 1540 года до конца 1555 года.
Арсений Анатольевич Гулевич (1866—1947) 2.07.1914 внесён во II ч. ДРК Рязанской губернии.
Род Гулевичей представляет множество ветвей (Nawina, Szeliga, Wieniawa, Sokola, Nalecz). Якоб Михал Гулевич (Jakob Michal Hulewicz) (ок.1750—1825) — консультант апелляционного трибунала в Галиции был пожалован гербом Лилия (Lilie) и шляхетством галицийским в 1785 императором Иосифом II и впредь стал писаться сам и его потомство как Hulewicz de Lilienfeld или z Lilienfeldu.
Сайт о фамилии Гулевич. История, Персоналии, Галерея, Родословие, ДНК, Статьи, Архивы. 12ГБ информации, более 550 участников.

## Описание герба
Гулевич герба Лилия(пол. Hulewicz h. Lilie, de Lilienfeld) — На щите напол пересечённом, в верхнем золотом поле — чёрный орёл с золотым вензелем императора Иосифа II, в нижнем красном — три золотые лилии треугольником. В нашлемнике орёл с вензелем, как в верхнем поле щита. Герб Лилиенфельд (употребляют Гулевичи) внесён в Часть 3 Гербовника дворянских родов Царства Польского, стр. 81.